# Alfred von Kropatschek
Alfred Ritter von Kropatschek (ur. 30 stycznia 1838 w Bielsku, zm. 2 maja 1911 w Lovranie) – generał artylerii (niem. Feldzeugmeister) cesarskiej i królewskiej Armii, inżynier i konstruktor broni. Do jego najważniejszych wynalazków należy magazynek rurowy oraz łoża artyleryjskie z opornikiem sprężynowym.

## Życiorys
Alfred Kropatschek pochodził z Bielska (dziś Bielsko-Biała) na Śląsku Austriackim. Uczęszczał do Akademii Artylerii w Ołomuńcu, przeniesionej następnie (1858) do Hranic. Wziął udział w wojnie francusko-austriackiej 1859. W latach 1861–1863 ukończył wyższy kurs artyleryjski, a rok później został przydzielony do Rady Artyleryjskiej (Artillerie-Comité) w Wiedniu.
Po wojnie prusko-austriackiej 1866 pracował nad wprowadzeniem w armii austriackiej broni odtylcowej, która to innowacja okazała się być bardzo potrzebna po porażce pod Sadową. Jednocześnie pracował jako nauczyciel w szkole wojskowej w Bruck an der Leitha oraz był doradcą osmańskiego ministra Dauda Paszy w dziedzinie uzbrojenia armii osmańskiej wyrobami Josefa Werndla. W latach 1870–1871 podjął podróż edukacyjną na front wojny prusko-francuskiej. Od roku 1874 był w randze kapitana (w 1876 awansowany na majora) dowódcą baterii IV Pułku Artylerii. Tytuł szlachecki Ritter otrzymał w roku 1871.
W 1877 został komendantem Szkoły Kadetów Artylerii w Wiedniu. W 1883 został wyznaczony na stanowisko komendanta 2 Morawsko-Śląskiego Pułku Artylerii Polowej w Ołomuńcu. W międzyczasie awansował na podpułkownika (1880) i pułkownika (1884). W 1886 został komendantem 13 Brygady Artylerii w Zagrzebiu. W 1890 został przeniesiony do Grazu na stanowisko komendanta 3 Brygady Artylerii i jednocześnie brygadiera artylerii 3 Korpusu. 13 maja 1890 został generałem majorem, 5 listopada 1894 generałem porucznikiem i 26 kwietnia 1902 – generałem artylerii. Od roku 1895 był generalnym inspektorem artylerii (General-Artillerie-Inspektor). 1 maja 1907 został przeniesiony w stan spoczynku.

## Technik i konstruktor
Kropatschek należał do najzdolniejszych inżynierów w armii austro-węgierskiej. Rozwinął technikę karabinu powtarzalnego poprzez dodanie magazynka rurowego. Znalazł on zastosowanie u węgierskiej landwehry i bośniackiej żandarmerii, ale przede wszystkim u francuskiej piechoty morskiej, gdzie konstrukcja Kropatschka stała się podstawą dla karabinu Lebel Mle 1886.
W dziedzinie techniki artyleryjskiej udało się Kropatschkowi zmniejszyć odrzut poprzez wprowadzenie w swoim dziale polowym M/75 łóż z opornikiem sprężynowym.
Do innych innowacji Kropatschka należy przymocowanie tarcz ochronnych do dział polowych oraz wprowadzenie do austriackiej amunicji nabojów scalonych. Od 1899 r. armia austro-węgierska dysponowała za jego sprawą armatami automatycznymi.
Znany i do dziś popularny na rynku kolekcjonerskim jest zaprojektowany w 1886 r. dla armii portugalskiej i wyprodukowany w 40 000 sztuk w zakładach zbrojeniowych w Steyr karabin powtarzalny Kropatschek M 1886, pierwszy karabin „małego kalibru” (8 mm zamiast powszechnie dotąd stosowanych 11 mm), z nabojami napełnianymi początkowo prochem czarnym, a od 1895 r. nitrocelulozowym. W portugalskich koloniach był używany do lat 60. XX wieku.
Karabiny skonstruowane przez Kropatschka
Austro-Węgry:
- Gendarmerie Repetier-Karabiner M1881: 11 mm (M1874/81);
- Kropatschek Torpedo-Boots-Gewehr M1893: 8 mm, dla piechoty morskiej;

Francja:
- Fusil de Marine Mle 1878: 11 mm;
- Fusil d’Infanterie Mle 1884: 11 mm;
- Fusil d’Infanterie Mle 1885: 11 mm;

Portugalia:
- Espingarda de Infantaria 8 mm m/1886: 8 mm dla piechoty, początkowo na proch czarny, później na nitrocelulozowy;
- Carabina de Caçadores 8 mm m/1886: 8 mm dla lekkiej kawalerii;
- Carabina de Cavalaria 8 mm m/1886: 8 mm dla kawalerii;
- Carabina da Guarda Fiscal 8 mm m/1886/88: 8 mm dla gwardii ministra finansów;
- Espingarda de Infantaria 8 mm m/1886/89: 8 mm, modyfikacja z nakładką przeznaczona do kolonii;
- Carabina de Artilharia 8 mm m/1886/91: 8 mm dla artylerii.

## Odznaczenia
- 1870 – Order Żelaznej Korony III klasy (Austro-Węgry)
- 1873 – Medal Wojenny (Austro-Węgry)
- 1877 – Krzyż Kawalerski Orderu Adolfa von Nassau (Luksemburg)
- 1878 – Krzyż Kawalerski Orderu Miecza (Szwecja)
- 1880 – Krzyż Oficerski Orderu św. Jakuba (Portugalia)
- 1880 – Krzyż Oficerski Orderu Korony (Włochy)
- 1880 – Krzyż Oficerski Orderu śś. Maurycego i Łazarza (Włochy)
- 1883 – Odznaka za 25-letnią Służbę Wojskową (Austro-Węgry)
- 1883 – Krzyż Zasługi Wojskowej III klasy (Austro-Węgry)
- 1888 – Krzyż Oficerski Orderu Legii Honorowej (Francja)
- 1895 – Krzyż Kawalerski Orderu Leopolda (Austro-Węgry)
- 1897 – Order Królewski Korony I klasy (Prusy)
- 1897 – Order św. Andrzeja Apostoła (Rosja)
- 1897 – Krzyż Komandorski Orderu Leopolda (Austro-Węgry)
- 1898 – Medal Jubileuszowy Pamiątkowy dla Sił Zbrojnych (Austro-Węgry)
- 1906 – Krzyż Wielki Order Gwiazdy (Rumunia)
- 1907 – Krzyż Wielki  Orderu Leopolda (Austro-Węgry)
- 1908 – Krzyż Jubileuszowy Wojskowy (Austro-Węgry)